# Cripta Reale del Monastero dell'Escorial
La Cripta Reale del Monastero dell'Escorial, conosciuta anche come Panteón de los Reyes, si trova nel Monastero dell'Escorial e fu costruita da Juan Gómez de Mora su disegni di Giovanni Battista Crescenzi. In ventisei sepolcri di marmo riposano i resti dei re e delle regine di Spagna dai tempi di Carlo I nel XVI secolo, eccetto Filippo V e Ferdinando VI, che scelsero rispettivamente San Ildefonso e il Convento de las Salesas Reales come luogo di sepoltura. Ugualmente non riposano qui i due sovrani stranieri di Spagna, Giuseppe Bonaparte e Amedeo di Savoia-Aosta, i cui corpi sono sepolti all'Hôtel des Invalides e nella Basilica di Superga.
Presso i re riposano anche le regine consorti che furono madri di re, e l'unico Re consorte della storia spagnola, Francesco d'Assisi di Borbone-Spagna. Vi si trovano anche i resti della prima moglie di Filippo IV, Elisabetta di Borbone, anche se ella non fu madre di re: questa speciale licenza si deve al fatto che il Panteón fu inaugurato durante il suo regno, con i resti del padre Filippo III e la traslazione di quelli di Carlo I e Filippo II che si trovavano nella cripta originale, più piccola e ad un livello superiore rispetto all'attuale Panteón, e che non aveva più spazio per accogliere altri corpi.
Gli ultimi resti inumati qui sono stati quelli di Alfonso XIII di Spagna, sua moglie, la regina Vittoria Eugenia di Battenberg, e suo figlio Giovanni di Borbone-Spagna con la moglie Maria Mercedes di Borbone-Due Sicilie, conti di Barcellona e genitori di Juan Carlos di Spagna, ancora restano in un locale attiguo chiamato Pudridero.

## Elenco dei sovrani

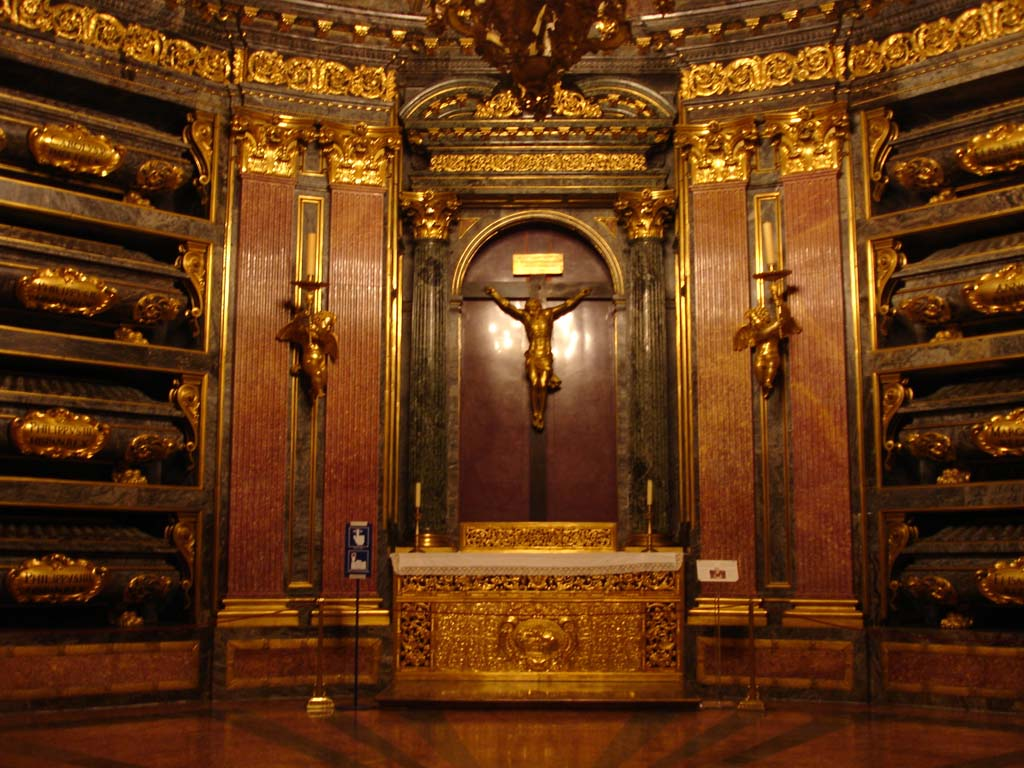
Camera sepolcrale del Panteón de Reyes.

1. Isabella del Portogallo (4/10/1503 - 1/5/1539) -  (Moglie di Carlo I)
2. Carlo I (24/2/1500 - 21/9/1558)
3. Anna d'Asburgo, Regina di Spagna (2/11/1549 - 26/10/1580) -  (Quarta moglie di Filippo II)
4. Filippo II (21/5/1527 - 13/9/1598)
5. Margherita d'Asburgo, Regina di Spagna (25/12/1584 - 3/10/1611) -  (Moglie di Filippo III)
6. Filippo III (14/4/1578 - 31/1/1621)
7. Elisabetta di Francia, Regina di Spagna (22/1/1602 - 6/10/1644) -  (Prima moglie di Filippo IV)
8. Filippo IV (8/4/1605 - 17/9/1665)
9. Maria Anna d'Asburgo, Regina di Spagna (24/12/1635 - 16/5/1696) -  (Seconda moglie di Filippo IV)
10. Carlo II (6/11/1661 - 1/11/1700)
11. Maria Luisa di Savoia, Regina di Spagna (17/11/1688 - 14/2/1714) -  (Prima moglie di Filippo V)
12. Luigi I (25/8/1707 - 31/8/1724)
13. Maria Amalia di Sassonia, Regina di Spagna (24/11/1724 - 27/9/1760) -  (Moglie di Carlo III)
14. Carlo III (20/1/1716 - 14/12/1788)
15. Maria Luisa di Borbone-Parma, Regina di Spagna (9/12/1751 - 2/1/1819) -  (Moglie di Carlo IV)
16. Carlo IV (12/11/1748 - 19/1/1819)
17. Ferdinando VII (14/10/1784 - 29/9/1833)
18. Maria Cristina di Borbone-Due Sicilie, Regina di Spagna (27/4/1806 - 22/8/1878) -  (Quarta moglie di Ferdinando VII)
19. Alfonso XII (28/11/1857 - 25/11/1885)
20. Francesco d'Assisi di Borbone-Spagna, Re Consorte di Spagna (13/5/1822 - 16/4/1902) -  (Marito di Isabella)
21. Isabella II (10/10/1830 - 9/4/1904)
22. Maria Cristina d'Asburgo-Teschen, Regina di Spagna (21/7/1858 - 6/2/1929) -  (Seconda moglie di Alfonso XII)
23. Alfonso XIII (17/5/1886 - 28/2/1941)
24. Vittoria Eugenia di Battenberg, Regina di Spagna (24/10/1887 - 15/4/1969) -  (Moglie di Alfonso XIII)
25. Giovanni di Borbone-Spagna, Conte di Barcellona (20/6/1913 - 1/4/1993) -  (Padre di Re Juan Carlos I)
26. Maria Mercedes di Borbone-Due Sicilie, Contessa di Barcellona (23/12/1910 - 2/1/2000) -  (Madre di Juan Carlos I). Riposa ancora nel pudridero; madre di re, ma mai regina

## Ilpudridero
Solo i frati agostiniani hanno il permesso di entrare nel pudridero reale, cioè il luogo dove i cadaveri vengono lasciati durante il processo di decomposizione. Coperti di calce, i resti mortali della famiglia reale rimangono lì all'incirca 25 anni, il tempo ritenuto necessario per il completamento del processo biologico di decomposizione. Dalle stesse scale che portano al Panteón Real, nel primo vano sulla destra, vi è un passaggio chiuso da una porta di legno che conduce ad un luogo proibito a tutti gli estranei. Le pareti sono di pietra, il pavimento in granito e il soffitto è a volta; in questo spazio, che misura sedici metri quadrati, si trovano i resti degli ultimi due componenti della casa di Borbone deceduti (Giovanni di Borbone e Maria Mercedes di Borbone-Due Sicilie). Come detto, solo i membri della comunità agostiniana che ha in custodia il Monasterio di El Escorial fin dal 1885 possono accedere a questo luogo. La famiglia reale spagnola affida loro i resti dei suoi defunti con una cerimonia che si ripete da secoli. L'ultima volta fu il 4 gennaio 2000, a seguito della morte della madre di re Juan Carlos: l'allora ministro della Giustizia, che in Spagna è anche primo notaio del regno, Margarita Mariscal de Gante, dopo aver recitato la formula di rito, ha aperto di fronte al priore e ai dodici padri agostiniani presenti la bara di donna Maria Mercedes di Borbone, per il necessario riconoscimento del cadavere. In precedenza, Fernando Almansa, capo della Casa Reale, aveva consegnato al priore del Monastero una lettera del re nella quale gli annunciava la consegna della salma della madre. Una volta chiuso di nuovo il sarcofago e stilato un verbale di consegna, gli agostiniani prendono in custodia la chiave del feretro e questo viene posto nel pudridero reale. Poco si conosce di questa stanza, così come del contiguo pudridero degli infanti, entrambi rigorosamente chiusi ai turisti che visitano l'Escorial.
Non esiste nessun documento che attesti la data di fondazione del pudridero, anche se questa dovrebbe essere molto vicina a quella dell'inaugurazione del Panteón Real, inaugurato nel 1654 durante il regno di Filippo IV. I padri Santos e Ximénez, principali studiosi del panteon nel XVII secolo, non fanno menzione del pudridero, e il primo documento che lo ricorda è del 1854.

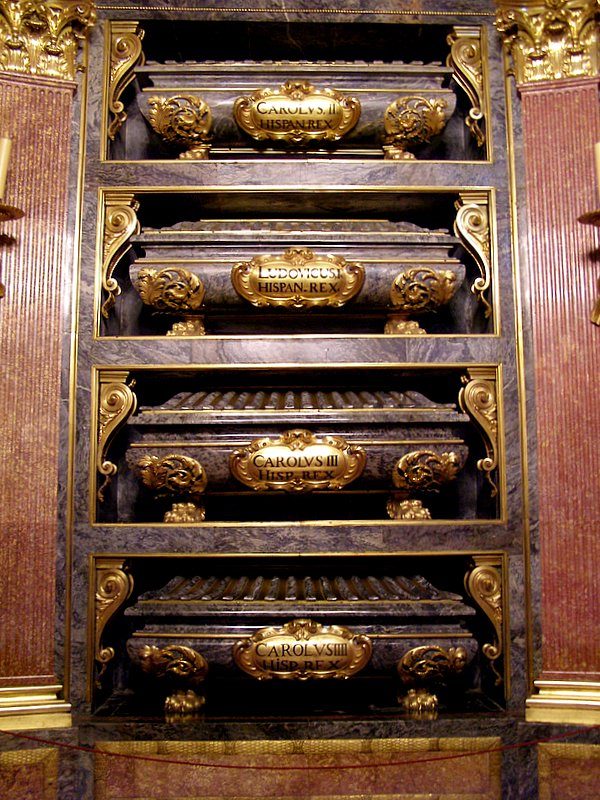
Particolare di 4 delle 26 tombe del Pantheon reale (dall'alto verso il basso, i sarcofagi di Carlo II, Luigi I, Carlo III e Carlo IV).

Nella sua Historia del Real Monasterio de San Lorenzo del Escorial, frate José de Quevedo, bibliotecario del monastero, riferisce: 
Frate Quevedo omette di dire che nelle nicchie vengono posti cumuli di calce viva e all'esterno, su una lapide di marmo nero, è indicato il nome di colui o colei cui appartengono i resti.
Lo scopo del periodo di permanenza nel pudridero è quello di ridurre i corpi perché si adattino alle piccole casse di piombo, che misurano appena un metro di lunghezza e 40 centimetri di larghezza, che, una volta sigillate, vengono introdotte in ciascuno dei 26 sarcofagi del Panteón de Reyes. «Erano re talmente grandi nel mondo che per essere seppelliti non hanno desiderato che uno spazio così piccolo», come scrisse a metà del secolo XVII il padre Santos, lettore di Sacre Scritture presso l'Escorial.
Oggi, in questo locale interrato al di sotto della Basilica, sono tre i cadaveri che aspettano il loro sepolcro definitivo: quello di Giovanni, Conte di Barcellona, che riposa nel Monastero dal 3 aprile 1993, e quello della Contessa di Barcellona, affidato agli agostiniani il 4 gennaio 2000.
Alfonso XIII, bisnonno dell'attuale re, non dovette sostare nel pudridero: morto egli a Roma nel 1941, quando la sua salma fu trasportata in Spagna, nel 1980, occupò direttamente il luogo a lui riservato nel panteon reale. Suo padre, Alfonso XII, passò solo 13 anni in questo luogo transitorio, dal 1885 al 1898.
Quanto al pudridero degli infanti, gli ultimi resti in esso depositati sono quelli di Giacomo (fratello del Conte di Barcellona), di doña Isabella Alfonsa (nipote di Alfonso XIII), di don Alfonso (fratello di re Juan Carlos) e di doña Eulalia (figlia di Isabella II). Il 10 gennaio 2000 i resti degli ultimi due avrebbero dovuto essere traslati in una delle 36 nicchie vuote del Panteón de los Infantes, ma l'improvvisa morte della Contessa di Barcellona ha ritardato la cerimonia, svolta nel successivo mese di febbraio.
Lo spostamento dei resti dal pudridero al Panteón si svolge alla presenza di pochissimi testimoni. Alla cerimonia assistono soltanto un membro della comunità agostiniana, uno del Patrimonio Nacional, un architetto (incaricato di dirigere lo smontaggio del parapetto del Panteón Real) e due operai. È presente anche un medico, che si limita a testimoniare che il processo di decomposizione è concluso. Deposta l'urna nel suo rispettivo sarcofago, i resti reali riposano nella loro ultima dimora definitiva.

## Situazione attuale
Dopo la sepoltura dei conti di Barcellona sarà esaurito lo spazio per inumare i re. Si era proposto di realizzare una nuova cripta comunicante con la prima ma tale progetto è stato scartato dato che la cripta è circondata da cunicoli e passaggi di grande interesse storico. Pertanto è stato proposto ai sovrani di farsi seppellire nella cappella del Palazzo Reale o nella Cattedrale dell'Almudena. La Casa Reale deve ancora esprimersi in proposito.